# Grzegorz z Żarnowca
Grzegorz z Żarnowca, nazwisko domniemane: Koszarski, Koszerski, Koszutski, inne formy nazwiska: Zarnovicius, Żarnowczyk, Żarnowecius, Żarnowita, (ur. ok. 1528 w Żarnowcu, zm. 4 maja 1601 we Włoszczowie) – polski polemista wyznaniowy, postylograf, teolog i kaznodzieja kalwiński.

## Życiorys
O pochodzeniu i młodości Grzegorza brak danych. Był niewątpliwie plebejuszem, synem organisty (czego potwierdzenie można znaleźć w pismach polemicznych), a przypisywane mu pochodzenie szlacheckie i nazwisko Koszarski (Koszutski) nie ma żadnego potwierdzenia w źródłach – A. Brückner uważał je za wymysł późniejszy, nieznany samemu Grzegorzowi. Natomiast nazwisko Koszar występowało wśród mieszczan żarnowieckich. Miejscem urodzenia Grzegorza był najprawdopodobniej Żarnowiec koło Miechowa, w powiecie zawierciańskim, za czym przemawia teren jego późniejszej działalności. Według S. Pigonia uczył się (prawdopodobnie) w Krośnie i na Kamieńcu u Bonarów. Nie wiadomo, gdzie i jakie ukończył studia – według K. Kolbuszewskiego studiował teologię na Akademii Krakowskiej. Posiadał jednakże dużą wiedzę teologiczną, która znalazła swój wyraz w jego pismach polemicznych, a także była bardzo wysoko ceniona jeszcze w początkach XVII w., i to również przez pisarzy braci polskich. Wkrótce przyjął kalwinizm, złożył wyznanie wiary i ożenił się. Przez pewien czas był seniorem zborów kalwińskich na Litwie.
Mimo iż Grzegorz w hierarchii kościelnej doszedł do godności ministra (pastora we Włoszczowie, powiat kielecki) i kanonika kapituły krakowskiej, cieszył się bardzo dużym poważaniem wśród współwyznawców, które zdobył sobie głównie jako autor Postylli oraz świetny kaznodzieja. Wyraziło się to na synodzie toruńskim roku 1595, gdzie Grzegorz pełnił nie tylko obowiązki kaznodziei, ale wybrano go do komisji, która miała podjąć ostateczną polemikę z Pawłem Gerike i skłonić go do przyjęcia i podpisania konsensu sandomierskiego. Dał wówczas Grzegorz wyraz swoim dążeniom do zjednoczenia protestantów.
4 maja roku 1601 Grzegorz już nie żył, zmarł prawdopodobnie we Włoszczowie. Zebrany w tym dniu synod podkreślał duże zasługi Grzegorza jako polemisty i uchwalił, aby ogłosić drukiem jego nie wydane dotychczas dzieła.

## Twórczość
Głównym dziełem Grzegorza była Postyilla albo wykład Ewanieliy Niedzielnych y Świąt uroczystych ..... Jak wynika z zamieszczonej na wstępie przedmowy P. Gilowskiego, była ona odpowiedzią ewangelików na postyllę ks. Jakuba Wujka. Grzegorz zawarł w swojej postylli zarówno własne poglądy teologiczne, które można scharakteryzować jako umiarkowane, zgodne z konwencją sandomierską 1570, a także wiele miejsca poświęcił polemice z katolicyzmem. Szczególnie ostre były ataki na jezuitów, głównie ks. Wujka. Postyilla zyskała bardzo pozytywną ocenę wśród współwyznawców. Mimo że powstała wyraźnie pod wpływem pisarstwa Rejowego, trudno odmówić jej dużej oryginalności ujęcia i należy ją zaliczyć do najciekawszych zabytków polskiej postyllografii ewangelickiej. Wywarła ona dość duży wpływ na późniejszych postyllografów, a także przełożono ją na język niemiecki i język czeski.
Osobno zajął się natomiast Grzegorz polemiką z arianami. Około roku 1598, zachęcony przez swych patronów, Marcina Krezę z Bobolic i Andrzeja Oleśnickiego z Oleśnicy, wydał Grzegorz dziełko przeciw Socynowi, pt. Apokatastasis to iest naprawa artykułu naygruntownieyszego o dosyć uczynieniu sprawiedliwości Bożey przez Chrystusa .... W obronie boskości Chrystusa wystąpił w roku 1598 także w książeczce Clypeus albo Tarcz Duchowna ..., gdzie ostro atakował m.in. pierwiastki racjonalizmu wśród braci polskich. Wystąpienia te spowodowały szybką replikę ze strony braci polskich.
Wymienione pozycje nie obejmują całej działalności polemicznej Grzegorza, ale tylko jego najbardziej reprezentatywne prace. Mimo różnych ocen w literaturze historycznej, należy zaliczyć Grzegorza do wybitniejszych pisarzy teologicznych polskiego kalwinizmu z końca XVI w.

### Ważniejsze dzieła
- Postylla albo wykłady ewanieliej niedzielnych i na święta... Postylle krześciańskiej część I, (Kraków) 1580, Postylle część wtora... Postylle krześciańskiej część trzecia, Kraków 1582, drukarnia M. Wirzbięta; wyd. następne całości: brak miejsca wydania 1597-1605; przedr. T. Haase, Cieszyn 1864; fragm.: Kazanie... o obraziech i bałwaniech – przedr. W. Tomkiewicz: "Pisarze polskiego Odrodzenia o sztuce", Wrocław 1955, Teksty Źródłowe do Dziejów Teorii Sztuki, t. 4, s. 218-232, (prawdopodobnie ich uzupełnieniem jest praca P. Gilowskiego pt. Postylle krześciańskiej część czwarta, prawdopodobnie Kraków 1583; według K. Kolbuszewskiego 1584); przekł. czeski współczesny oryginałowi pt. Postylla neb výklady evangelii nedělnich i svatkŭ výročních; przekł. niemiecki pt. Postilla oder Auslegung der Sontags Evangelien und anderer Fest, cz. 1-2, brak miejsca wydania (prawdopodobnie 1587; K. Kolbuszewski uważa rok 1597, podany przez Estreichera za błędny); wyd. następne całości: Amberg 1603
- Antidotum albo lekarstwo na odtręt od ewangelików pana Kaspra Wilkowskiego, medyka lubelskiego, brak miejsca wydania (1583); unikat: Biblioteka Czartoryskich
- Traktacik albo 52 questij o kościele Bożym, brak miejsca wydania 1590 (odpowiedział nań A. Jurgielewicz Ad quinquaginta duas quaestiones Gregorii Żarnovitae, Braniewo 1592)
- Clypeus albo tarcz duchowna, Wilno 1598, drukarnia M. Pietkiewicz; przekł. łaciński: K. Nuberus pt. Clyperus spiritualis, Gdańsk brak roku wydania, drukarnia Hünefelda; wyd. następne: Gdańsk 1625
- Apokatastasis, to jest naprawa artykułu najgruntowniejszego o dosyć uczynieniu sprawiedliwości Bożej, (Wilno 1598), unikat: Biblioteka Krasińskich w Warszawie (zniszczony); przekł. łaciński: K. Nuberus pt. Apokatastasis sive vindiciae. Pro articulo plane fundamentali religionis christianae de plenissima satisfactione, Gdańsk 1607, drukarnia W. Guillemothan
- Apomaxis albo zniesienie niesłusznej skazy Jana Liciniusa ministra nowokrzczeńskiego Catalisim nazwanej, którą zatrzeć usiłował prawdę Tarczy duchownej, (Wilno) 1600; unikat: Biblioteka Czartoryskich.

### Utwory o autorstwie niepewnym
- Rosprawa czudna a tych czasów bardzo potrzebna o usługowaniu słowem Bożym w kościele jego, wyd. przy: M. Rej Świętych słów a spraw Pańskich... kronika albo postylla, wyd. 3, brak miejsca wydania 1566; wyd. 4 Kraków 1571, (J. Kallenbach przypisywał go A. Trzecieskiemu; A. Brückner przypisywał P. Gilowskiemu lub Grzegorzowi z Żarnowca; K. Kolbuszewski także Grzegorzowi z Żarnowca)
- Obrona Postylle ewanjelickiej. To jest odpowiedź na apologią jezuicką w Krakowie niedawno wydaną, Kraków 1586, (autorstwo Grzegorza z Żarnowca według Estreichera prawdopodobne; według K. Kolbuszewskiego pewne).